# العلاقات الموريتانية الميانمارية
العلاقات الموريتانية الميانمارية هي العلاقات الثنائية التي تجمع بين موريتانيا وميانمار.

## مقارنة بين البلدين
هذه مقارنة عامة ومرجعية للدولتين:
| وجه المقارنة                                              | موريتانيا                 | ميانمار          |
| --------------------------------------------------------- | ------------------------- | ---------------- |
| المساحة (كم2)                                             | 1.03 مليون                | 676.58 ألف       |
| عدد السكان (نسمة)                                         | 4.42 مليون                | 53.37 مليون      |
| الكثافة السكانية (ن./كم²)                                 | 4.29                      | 78.88            |
| العاصمة                                                   | نواكشوط                   | نايبيداو، يانغون |
| اللغة الرسمية                                             | اللغة العربية، لغة فرنسية | اللغة البورمية   |
| العملة                                                    | أوقية موريتانية، أوقية ‏   | كيات ميانماري    |
| الناتج المحلي الإجمالي (بليون دولار)                      | 5.02 مليار                | 69.32 مليار      |
| الناتج المحلي الإجمالي (تعادل القوة الشرائية) بليون دولار |                           | 282.95 مليار     |
| الناتج المحلي الإجمالي الاسمي للفرد دولار أمريكي          |                           | 1.16 ألف         |
| الناتج المحلي الإجمالي للفرد دولار أمريكي                 | 3.91 ألف                  |                  |
| مؤشر التنمية البشرية                                      | 0.506                     | 0.536            |
| رمز المكالمات الدولي                                      | +222                      | +95              |
| رمز الإنترنت                                              | .mr                       | .mm              |
| المنطقة الزمنية                                           | 00                        | ت ع م+06:30      |

## منظمات دولية مشتركة
يشترك البلدان في عضوية مجموعة من المنظمات الدولية، منها:
| علم المنظمة | اسم المنظمة                        | تاريخ انضمام موريتانيا | تاريخ انضمام ميانمار |
| ----------- | ---------------------------------- | ---------------------- | -------------------- |
|             | مؤسسة التنمية الدولية              | 10 سبتمبر 1963         | 5 نوفمبر 1962        |
|             | يونسكو                             | 10 يناير 1962          | 27 يونيو 1949        |
|             | مؤسسة التمويل الدولية              | 29 ديسمبر 1967         | 3 ديسمبر 1956        |
|             | منظمة حظر الأسلحة الكيميائية       | ?                      | ?                    |
|             | الأمم المتحدة                      | 27 أكتوبر 1961         | 19 أبريل 1948        |
|             | الاتحاد الدولي للاتصالات           | 18 أبريل 1962          | 15 سبتمبر 1937       |
|             | منظمة الشرطة الجنائية الدولية      | ?                      | ?                    |
|             | البنك الدولي للإنشاء والتعمير      | 10 سبتمبر 1963         | 3 يناير 1952         |
|             | الاتحاد البريدي العالمي            | ?                      | ?                    |
|             | وكالة ضمان الاستثمار متعدد الأطراف | 8 سبتمبر 1992          | 16 ديسمبر 2013       |
|             | منظمة التجارة العالمية             | 31 مايو 1995           | ?                    |

## وصلات خارجية
- موقع وزارة الخارجية الميانمارية